# Japonolirion osense
Japonolirion osense (Nakai, Bot. Mag. (Tokyo) 44: 22 (1930)) es la única especie del género Japonolirion perteneciente a la familia Petrosaviaceae. Es originaria de Japón.

## Sinonimia
- Japonolirion saitoi Makino & Tatew., J. Jap. Bot. 7: 18 (1931).[1]